# 北京燃氣藍天
北京燃氣藍天控股有限公司，簡稱北京燃氣藍天，以及北京燃氣藍天（英語：Beijing Gas Blue Sky Holdings Limited，港交所：6828，新加坡交易所除牌前UQ7）是一家中国天然气公司。

## 历史
前身「中國威力印刷集團有限公司」和「藍天威力控股有限公司」，2000年由施春利、陳偉明、關永衡，以及林錫健，於香港（總部）曾創立一家專業印刷公司。該公司經營當時為從事書籍印刷；及專用產品（如兒童立體圖書和文具）製造業務，現時經營中國內地天然氣。
其新加坡交易所以及香港交易所主板股份，分別在2007年5月14日，以及2011年7月12日上市，招股價為1.36港元，集資額6084萬港元，發行配售股份為3900萬股，新加坡方面以招股價為0.25坡元（0.55港元），配售股份為32,000,000股，集資額為8,000,000坡元（17,600,000坡元）。主要工廠位於廣東河源。
2015年9月4日，由於印刷業務部分之收益及毛利率正持續下降，截至2015年6月30日止，虧損9,200,000港元，預期受競爭加劇情況下難以改善，故此終止原有印刷業務，專注中國天然氣項目業務。
2015年12月9日，該公司以5000萬元人民幣，收購浙江博臣能源股份有限公司100%權益，主要經營液化天然氣供應。
2015年12月11日，該公司以136,000,000港元收購Fox Smart Ltd.，資產包括深圳嘉實德鑫能源投資有限公司若干實物。
2018年2月23日，該公司從新加坡交易所主板自願除牌，而最後交易日期為2018年2月1日。

## 連結
- PowerPrinting.com.hk
- bgbluesky.com（页面存档备份，存于）
- panergy.com.cn（页面存档备份，存于）